# 格林代爾鎮區 (密歇根州密德蘭縣)
格林代爾鎮區（英語：Greendale Township）是位於美國密歇根州密德蘭縣的一個行政鎮區。

## 地方資料
格林代爾鎮區的面積為93.40平方千米，當中陸地面積為91.60平方千米，而水域面積為1.80平方千米。根據2020年美國人口普查的數據，當地共有人口1731人，而人口密度為每平方千米18.53人。